# Drehbrücke Souburg
Die Drehbrücke Souburg (Niederländisch Draaibrug Souburg oder Brug Souburg) ist eine Fußgängerbrücke über den Kanaal door Walcheren. Sie verbindet Oost-Souburg mit West-Souburg in der niederländischen Gemeinde Vlissingen, Provinz Zeeland. Die ursprünglich 1871 in Fachwerkbauweise errichtete Drehbrücke wurde im Zweiten Weltkrieg 1944 zerstört und 1947 mit dem heutigen Überbau wiederhergestellt. Bis 1978 war sie auch Straßenbrücke. Seit 1997 ist sie als Rijksmonument unter Denkmalschutz gestellt und wurde 2014 umfassend restauriert.

## Geschichte
Die ehemals eigenständigen Dörfer Oost-Souburg und West-Souburg auf der Halbinsel Walcheren, zwischen den Städten Vlissingen im Süden und Middelburg im Norden, schlossen sich in den 1830er Jahren zusammen. Mit dem geplanten Bau des Kanaal door Walcheren durch das Gemeindegebiet wären sie Anfang der 1870er Jahre wieder getrennt worden und man plante daher den Bau einer Drehbrücke über den Kanal. Die Grundsteinlegung war am 6. Juli 1869 zur Zeit des Baubeginns am Kanal, die Brücke wurde 1871 und der Kanal 1873 fertiggestellt. Die Brücke entwickelte sich zu einer wichtigen Verbindung für die Menschen im Norden von Vlissingen. Zudem dehnte sich die Stadt bis an die ehemaligen Dörfer aus, die 1966 in die Gemeinde Vlissingen eingegliedert wurden, die auch die Stadt selbst umfasst.

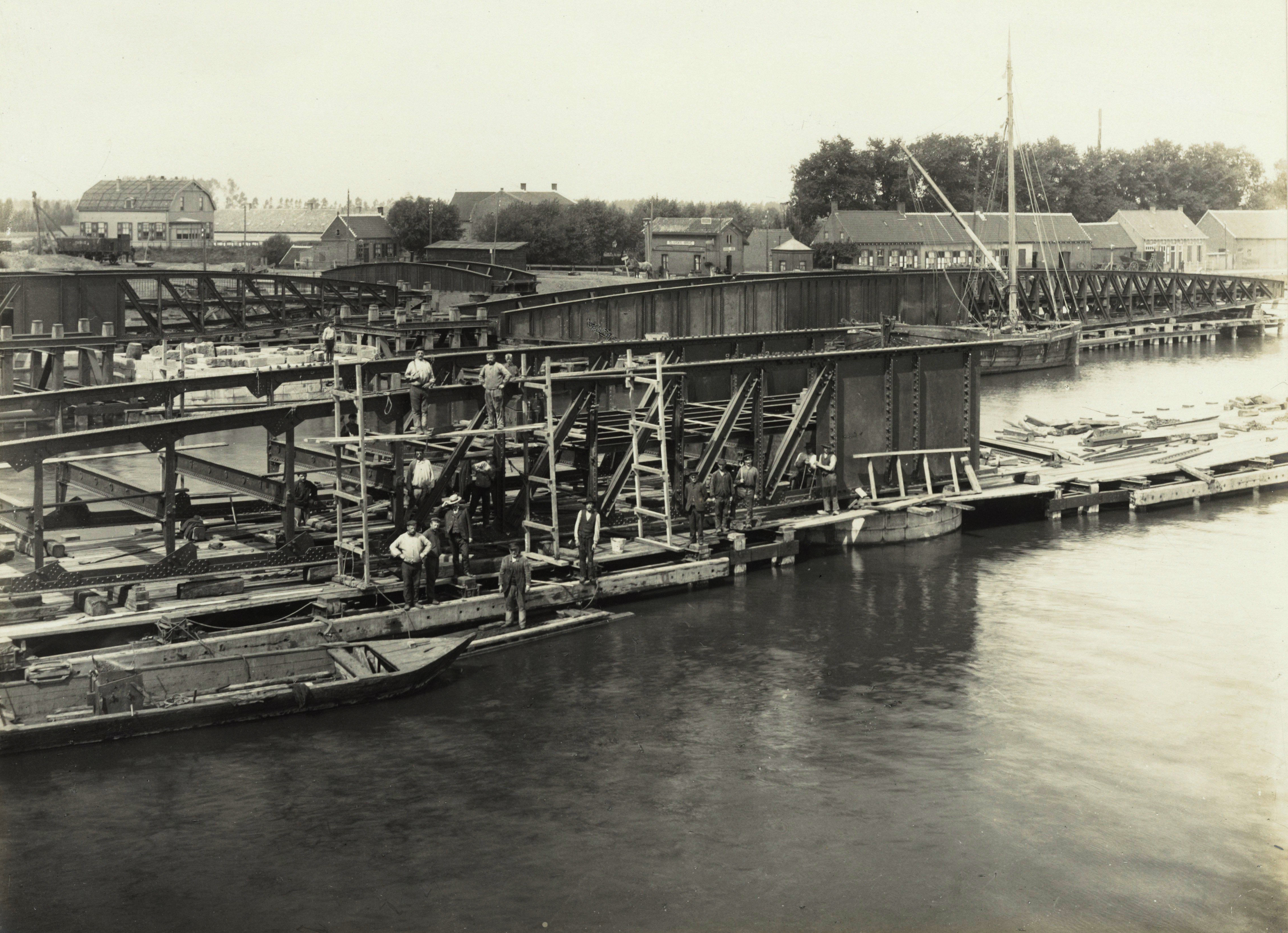
Brückenbau in Sluiskil 1906. Teile der hier 1944 zerstörten Drehbrücken wurden 1947 für die Drehbrücke Souburg wiederverwendet

Am 1. November 1944 landeten alliierte Truppen in Vlissingen und Westkapelle. Bei ihrem Rückzug zerstörten die deutschen Truppen die Kaianlagen der Häfen in Vlissingen und fast alle Brücken, so auch die Drehbrücke in Souburg. Die Anwohner bauten eine Behelfsfähre aus Fässern und Holzplanken und mussten wegen des Materialmangels nach dem Krieg bis 1947 auf eine Instandsetzung der Brücke warten. Dazu verwendete man Teile von ebenfalls zerstörten Brücken aus Sluiskil, wo 1906 zwei Drehbrücken für den Eisenbahn- und Straßenverkehr errichtet worden waren. Die Drehbrücke erhielt einen neuen Überbau; der angrenzende Fachwerkträger der Ostseite von 1870 war unbeschädigt und konnte weiterverwendet werden. Die nur etwa 5 Meter breite Brücke wurde bis in die 1970er Jahre außer von Fußgängern und Radfahrern auch vom stark zunehmenden Autoverkehr genutzt. Aus Sicherheitsgründen richtete man 1967 einen getrennten Rad- und Fußweg ein, 1978 wurde die Brücke schließlich für den Autoverkehr voll gesperrt.
Seit 1997 ist sie als Rijksmonument unter Denkmalschutz gestellt. Im September 2013 begann eine umfassende Restaurierung der Brücke, die bis 2014 andauerte. Dazu wurden die Fachwerkträger entfernt, grundlegend überholt und um einen Meter verbreitert. Zudem erhielten sie bei Hollandia in Krimpen aan den IJssel einen neuen Fahrbahnbelag aus Faserverbundkunststoff, was das Eigengewicht deutlich reduzierte.

## Beschreibung

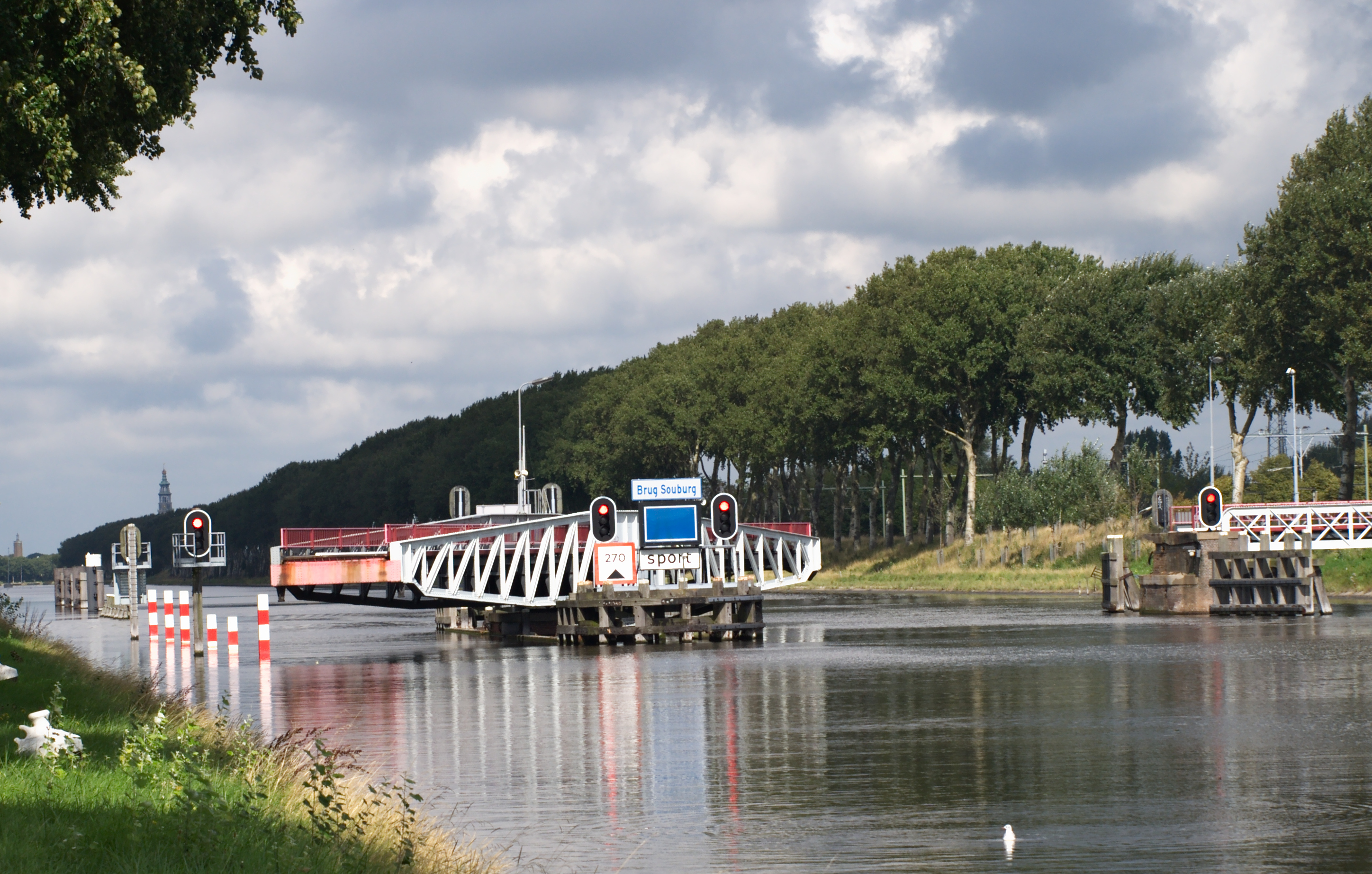
Die halb geöffnete Drehbrücke noch mit ihrem alten Anstrich, 2010

Die Brücke gliedert sich von Ost nach West in einen 17 m langen festen und einen 48 m langen beweglichen Fachwerkträger, die Breite beträgt 6 m. Der Überbau ruht auf zwei gemauerten Strompfeilern und den beiden Widerlager gleicher Bauart. Die Strompfeiler stehen im Kanalbett in einer Tiefe von 5,5 m und sind hier durch Pfahlgründung im Boden verankert. Der Pfeiler der Drehbrücke hat eine quadratische Grundfläche von 7 m × 7 m und ragt etwa 2 m aus dem Wasser empor. Er trägt den 205 t schweren drehbaren Träger, der als Ständerfachwerk mit zwei vollwandigen Feldern in der Mitte über dem Drehpunkt ausgeführt ist. Die Fahrbahn aus Faserverbundkunststoff wird mitten zwischen Ober- und Untergurt geführt, deren Abstand zum jeweiligen Trägerende hin abnimmt, was dem Träger die Form eines Linsenträgers gibt.
Die Steuerung erfolgt von der Nautischen Zentrale Vlissingen aus, das Öffnen und Schließen der Drehbrücke dauert 90 Sekunden. Die 19 m breite Öffnung auf den Ostseite ist der Sportschifffahrt vorbehalten, die Binnenschifffahrt muss die 11 m breite Öffnung der Westseite benutzen.